# 服部正明
服部 正明（はっとり まさあき、1924年7月8日 - ）は、日本の仏教学者、古代インド哲学研究者。

## 経歴
1924年、東京で生まれた。父は洋画家で漫画家の服部亮英。京都帝国大学文学部哲学科に入学し、長尾雅人に師事し、卒業。
1961年、京都大学文学部助教授に就いた。1973年に教授昇格。同僚には、梶山雄一、柳田聖山、大地原豊がいた。1988年に京都大学を定年退官し、名誉教授となった。学界では、1997年から2003年まで、東方学会の理事長を務めた(第26～28期)。

## 受賞・栄典
- 1990年：紫綬褒章を受章。

## 研究内容・業績
専門はインド哲学史。論文の多くは外国語で出されている。

## 家族・親族
- 父：服部亮英は洋画家、漫画家。

## 著作
著書
- 『古代インドの神秘思想 初期ウパニシャッドの世界』講談社現代新書 1979
  - 文庫版 講談社学術文庫 2005
  - 文庫版 法蔵館文庫 2024[3]

共著
- 『認識と超越 唯識 』(仏教の思想 4) 上山春平共著、角川書店 1970
  - 文庫版 角川ソフィア文庫 1997
- 『ひろさちやが聞くヒンドゥー教の聖典』鈴木出版 1993
- 『インド思想 Ⅰ』(岩波講座　東洋思想 5) 岩波書店 1988

訳書
- 『バガヴァッド・ギーター』(世界古典文学全集 3) 筑摩書房 1967
- 『ウパニシャッド』(世界の名著 1　バラモン教典) 中央公論社 1969

論文
- CiNii>服部正明
- INBUDS>服部正明